# Pablo Espinosa
Pablo Espinosa Doncel (Villajoyosa, Alicante, 10 de março de 1992) é um ator e cantor espanhol que ficou mais conhecido em 2012 ao interpretar Tomás Heredia na série Violetta, do Disney Channel.

## Carreira

### Início de Carreira
Espinosa começou na televisão na serie de TV juvenil espanhola Física o química, em Antena 3, interpretando. Ele entrou na terceira temporada e permaneceu até a quarta, interpretando Pablo Calleja, um dos estudantes do Instituto de Zurbarán. Logo em seguida, começou sua carreia internacional na telenovela adolescente La Pola, de RCN. Também estreou como ator de cinema no filme Clara, em 2012.  Espinosa também foi chamado para se juntar ao elenco de El secreto de Puente Viejo, onde interpretou Ramiro Castaneda.

### 2011-2012: Tomás, emVioletta
Em 2011 Espinosa se sentiu privilegiado por ser chamado pelo Disney Channel para ser um dos protagonistas de sua nova telenovela Violetta, uma co-produção da Disney Channel na América Latina e Europa, Oriente Médio e África, em colaboração com a produtora Pol-ka Argentina. Seu personagem na série é Tomás Heredia, um jovem também da Espanha, humilde e talentoso que se apaixona pela filha de um milionário, Violetta Castillo (interpretada por Martina Stoessel). Durante a trama, ele disputa o amor de Violetta com León Vargas (interpretado por Jorge Blanco) — onde forma-se um triângulo amoroso — e é desejado pela ambiciosa e popular Ludmila (interpretada por Mercedes Lambre), que tenta impedir que ele fique com Violetta. Para participar da ficção juvenil, Espinosa teve de deixar a Espanha e viajar para a Argentina, onde foram feitas as gravações. Na série teve não só de atuar, como também cantar e dançar.  
Violetta estreou dia 14 de maio de 2012 (na Argentina, com diferentes datas em outros países), e se tornou um sucesso mundial. Entretanto, Espinosa participou apenas da primeira temporada (Violetta teve três no total, chegando ao fim em 2015). O motivo oficial de sua saída da série não foi divulgado pela Disney, nem pela assessoria do ator. Porém, existiram boatos de que Espinosa se sentia preso ao personagem. Anos depois, o ator Samuel Nascimento, que interpretou Broduey na série, confirmou em seu twitter alguns boatos de que Espinosa não teria se adaptado bem as gravações em Buenos Aires e à produção. Como a série sequer tinha estreado ainda, ou seja, as coisas só tenderiam a ficar piores e mais difíceis, ele então foi retirado do projeto quando a primeira temporada acabou. O roteiro de Violetta foi adaptado, e seu personagem, Tomás Heredia, voltou para a Espanha para continuar seu sonho de se tornar um músico profissional.

### Outros trabalhos
Nos anos seguintes, o Ator participou, na Itália, de um programa de dança, Funk Kids. Em 2014 fez uma minissérie de 8 capítulos, ainda na Itália. Muito se especulou sobre a volta do ator para última temporada de Violetta. Mas, logo após os rumores, ele mesmo divulgou que não voltaria a série.
Em 2013, Espinosa foi um dos concorrentes do programa de talentos do canal de TV italiano Rai Uno, Altrimenti ci arrabbiamo. Também disse estar preparando seu primeiro álbum. Em 2014, ela participou da série Antena 3, Bienvenidos al Lolita.

## Filmografia

### Televisão
| Ano       | Título                     | Papel            | Notas                           |
| --------- | -------------------------- | ---------------- | ------------------------------- |
| 2009      | Física o Química           | Pablo Calleja    | 3ª e 4ª temporada (3 episódios) |
| 2010–2011 | La Pola                    | Alejo Sabarain   | 200 capítulos                   |
| 2011–2017 | El secreto de Puente Viejo | Ramiro Castañeda | 450 episódios                   |
| 2012      | Violetta                   | Tomás Heredia    | Elenco principal (1ª temporada) |
| 2013      | Altrimenti Ci Arrabbiamo   | Ele mesmo        | Participante                    |
| 2014      | Bienvenidos al Lolita      | Camilo Ortiz     | 8 episódios                     |

### Filme
| Ano  | Título                       | Personagem | Notas             |
| ---- | ---------------------------- | ---------- | ----------------- |
| 2010 | Clara, no es nombre de mujer | Elías      | Estreia no cinema |
| 2016 | Ozzy                         | Mike       | Dublagem          |
| 2019 | Soul Man                     | Paul       |                   |

### Teatro
| Ano       | Título                              | Personagem   |
| --------- | ----------------------------------- | ------------ |
| 2008–2009 | Las brujas de Salem (Arthur Miller) | John Proctor |

## Discografia

### Trilha Sonora
| Ano  | Álbum |
| ---- | --- |
| 2012 | Violetta - Lançamento: 5 de junho de 2012 - Gravadora: Walt Disney Records - Formatos: CD, Download Digital                      |
| 2012 | Cantar es lo que soy - Lançamento: 23 de novembro de 2012 - Gravadora: Walt Disney Records - Formatos: CD, DVD, Download Digital |

### Singles
- Entre Tú y Yo
- Tienes Todo (com Martina Stoessel)
- Verte de Lejos (com Jorge Blanco)
- Ven y Canta (com Elenco de Violetta)
- Tienes el Talento (com Elenco de Violetta)
- Ser Mejor (com Elenco de Violetta)

## Referência
1. ↑  «Disney Unveils Cast of 'Violetta'». The Hollywood Reporter (em inglês). Consultado em 30 de junho de 2020
2. ↑  «PABLO ESPINOSA SERA ALEJO SABARAÍN ADOLESCENTE». Consultado em 30 de junho de 2020
3. ↑  «El secreto de Puente Viejo | Web oficial de la serie». Antena3 (em espanhol). Consultado em 30 de junho de 2020
4. ↑  Pacônio, Daniel. «Samuel Nascimento conta segredos de 'Violetta' e revela motivo da saída de um dos protagonistas – Febre Teen». Consultado em 18 de março de 2023
5. ↑  «ALTRIMENTI CI ARRABBIAMO: MILLY CARLUCCI ARRUOLA PABLO ESPINOSA (VIOLETTA)?». DavideMaggio.it. Consultado em 30 de junho de 2020
6. ↑  «Pablo Espinosa, a tu per tu con il bello di «Violetta» e «Altrimenti ci arrabbiamo» | TV Sorrisi e Canzoni». web.archive.org. 15 de maio de 2013. Consultado em 30 de junho de 2020